# Jamshedpurs flygplats
Jamshedpurs flygplats är en flygplats vid staden Jamshedpur i Indien.   Den ligger i distriktet Purba Singhbhum och delstaten Jharkhand, i den östra delen av landet, 1 100 km sydost om huvudstaden New Delhi. Jamshedpurs flygplats ligger 153 meter över havet.